# Tephrina intractaria
Tephrina intractaria är en fjärilsart som beskrevs av Walker 1862. Tephrina intractaria ingår i släktet Tephrina och familjen mätare. Inga underarter finns listade i Catalogue of Life.